# Stroxton
Stroxton est un village situé dans le comté de Lincolnshire, en Angleterre.